# Фаунтин Ран (Кентаки)
Фаунтин Ран (енгл. Fountain Run) град је у америчкој савезној држави Кентаки.

## Демографија
По попису из 2010. године број становника је 217, што је 19 (-8,1%) становника мање него 2000. године.
| Група             | 2000.       | 2010.       |
| Белци             | 226 (95,8%) | 210 (96,8%) |
| Афроамериканци    | 6 (2,5%)    | 3 (1,4%)    |
| Азијати           | 0 (0,0%)    | 0 (0,0%)    |
| Хиспаноамериканци | 4 (1,7%)    | 2 (0,9%)    |
| Укупно            | 236         | 217         |